# Campeonato Mundial de Balonmano Masculino de 2029
El XXXI Campeonato Mundial de Balonmano Masculino se celebrará conjuntamente en Francia y Alemania en el año 2029 bajo la organización de la Federación Internacional de Balonmano (IHF), la Federación Francesa de Balonmano y la Federación Alemana de Balonmano.

## Clasificación
| Competición                      | Fecha                    | Sede                      | Plazas | Equipos clasificados |
| -------------------------------- | ------------------------ | ------------------------- | ------ | -------------------- |
| País anfitrión                   | —                        | —                         | 2      | Francia Alemania     |
| Campeonato Mundial               |                          | Alemania                  |        |                      |
| Campeonato Africano              |                          |                           |        |                      |
| Campeonato Europeo               | 13 – 30 de enero de 2028 | España · Portugal · Suiza |        |                      |
| Campeonato Asiático              |                          |                           |        |                      |
| Proceso europeo de clasificación |                          | —                         |        |                      |
| Campeonato Panamericano          |                          |                           |        |                      |
| TOTAL                            |                          |                           | 32     | 2                    |